# Eishō (Sengoku)

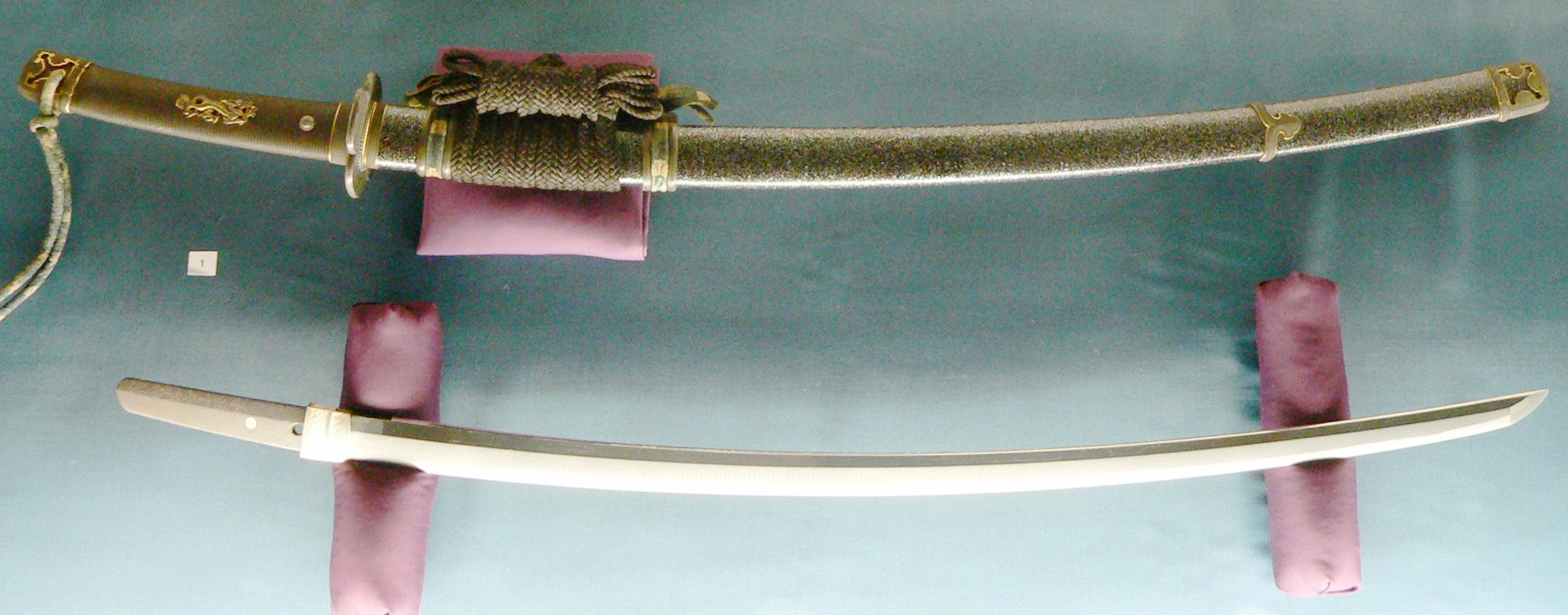
Tachisvärd från Eisho-perioden.

Eishō (japanska: 永正?, eishō), 30 februari 1504–23 augusti 1521, var en period i den japanska tideräkningen under kejsare Go-Kashiwabara. Shoguner var Ashikaga Yoshizumi och Ashikaga Yoshitane.
Perioden inleddes för att fira en ny 60-årscykel i den kinesiska kalendern.

## Viktigare händelser
År Eishō 2 (1505) står Nodaslottet färdigt i Shinshiro i Mikawaprovinsen, nuvarande Aichi prefektur.
År Eisho 9 (1512) upptäcks det första syfilisfallet i Japan.
Samma år står Tamanawaslottet färdigt i Kamakura.

## Fotnoter
1. ↑  Uppslagsverket Daijirin (大辞林), elektronisk utgåva, Sanseido 2006. Datum enligt den japanska månkalendern som inte helt överensstämmer med den västerländska.